# In Your Face (canción)
«In Your Face» (En tu Cara) es una canción del grupo finlandés de metal Children Of Bodom. Se caracteriza por se una de las que revolucionaron la agresividad en su música marcando un buen paso en la historia musical dentro del melodic death metal en Finlandia, además de contener una letra muy compleja pero comprensible y ser muy popularizada en dicho país.

## Listado de canciones

### Normal CD single
1. «In Your Face»
2. «Oops!… I Did It Again» (versión de Britney Spears)
3. «In Your Face» (edición censurada en la radio)

### DVD sencillo
1. «In Your Face» (Video in Stereo sound)
2. «In Your Face» (Video in 5.1 surround sound)
3. «All Night Long (Sh*t faced Bastards of Bodom)»
4. «Sixpounder» (directo en Wacken Open Air)

### CD maxisencillo en Reino Unido
1. «In Your Face»
2. «Knuckleduster»
3. «Bed Of Nails» (versión de Alice Cooper)
4. «In Your Face» Enhanced Video

### 12" Edición limitada
1. «In Your Face»
2. «She Is Beautiful» (Andrew W.K. Cover)

- Datos: Q3797199